# Crowbar (circuito)

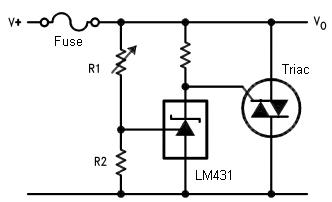

Um circuito crowbar, ou "pé-de-cabra" é um circuito elétrico usado para evitar que uma condição de sobretensão ou surto de uma fonte de alimentação danifique os circuitos conectados à fonte. Ele opera causando um curto-circuito ou caminho de baixa resistência na saída de tensão (Vo), como soltar um pé-de-cabra nos terminais de saída da fonte de alimentação. Os circuitos Crowbar são frequentemente implementados usando um tiristor, TRIAC, trisil ou tiratron como dispositivo de curto. Uma vez acionados, eles dependem do circuito limitador de corrente da fonte de alimentação ou, em caso de falha, da queima do fusível da linha ou do disparo do disjuntor.
Um exemplo de circuito de crowbar é mostrado à direita. Este circuito em particular usa um regulador zener ajustável LM431 para controlar a porta do TRIAC. O divisor de tensão de R 1 e R 2 fornece a tensão de referência para o LM431. O divisor é ajustado de forma que durante as condições normais de operação, a tensão em R 2 seja ligeiramente menor que VREF do LM431. Como esta tensão está abaixo da tensão mínima de referência do LM431, ela permanece desligada e muito pouca corrente é conduzida através do LM431. Se o resistor de cátodo for dimensionado de acordo, muito pouca tensão cairá sobre ele e o terminal da porta TRIAC estará essencialmente no mesmo potencial que o MT1, mantendo o TRIAC desligado. Se a tensão de alimentação aumentar, a tensão em R2 excederá VREF e o cátodo do LM431 começará a consumir corrente. A tensão no terminal da porta será reduzida, excedendo a tensão de disparo da porta do TRIAC e travando-o.

## Visão geral
Um circuito crowbar é distinto de um clamper, uma vez acionado, a tensão abaixo do nível de disparo, geralmente próximo à tensão de terra. Um grampo impede que a tensão exceda um nível predefinido. Assim, um crowbar não retornará automaticamente à operação normal quando a condição de sobretensão for removida; a energia deve ser removida inteiramente para permitir que o crowbar retorne ao seu estado neutro.
Um crowbar ativo é um crowbar que pode remover o curto-circuito quando o transiente termina, permitindo assim que o dispositivo retome a operação normal. crowbars ativos usam um transistor, tiristor de desligamento de porta (GTO) ou tiristor comutado forçado em vez de um tiristor para curto-circuito. crowbars ativos são comumente usados para proteger o conversor de frequência no circuito do rotor de geradores duplamente alimentados contra transientes de alta tensão e corrente causados por quedas de tensão na rede elétrica. Assim, o gerador pode atravessar a falta e continuar a operação rapidamente mesmo durante a queda de tensão.
A vantagem de um crowbar sobre um clamper é que a baixa tensão de retenção o crowbar permite que ele carregue uma corrente de fuga mais alta sem dissipar muita energia (o que poderia causar superaquecimento). Além disso, é provável que um crowbar do que um clamper desative um dispositivo (queimando um fusível ou acionando um disjuntor), chamando a atenção para o equipamento defeituoso.

## Aplicação
Crowbars de alta tensão são usados para proteção do tubo de alta tensão (Klystron e IOT).
Muitas fontes de alimentação de bancada têm um circuito de crowbar para proteger o equipamento conectado.
Os fornos de micro-ondas geralmente usam uma Chave fim de curso que atua como um circuito crowbar no conjunto da trava da porta. Isso evitará absolutamente que o magnétron seja energizado com a porta aberta. A ativação queimará o fusível principal e destruirá a Chave fim de curso. 